# Oxford University Museum of Natural History

Het Oxford University Museum of Natural History (OUMNH), beter bekend als het Oxford University Museum is een natuurhistorisch museum gelegen op Parks Road in Oxford, Engeland. Tevens is er de bibliotheek gevestigd van de universiteitsdepartementen chemie, zoölogie en wiskunde. Het museum heeft de enige doorgang naar het Pitt Rivers Museum.
In het museum bevindt zich onder andere de enige intacte dodokop ter wereld, maar deze is voor het publiek niet te bezichtigen. Er zit gedroogd vel rondom deze kop en een complete poot is nog aanwezig. Deze overblijfselen zijn afkomstig van het ooit opgezette exemplaar in het Ashmolean Museum in Oxford. Dat exemplaar werd in opdracht van de directeur in 1755 nagenoeg geheel verbrand: alleen de kop en de poot zijn nog over.